# Andonno
Andonno (Ëndonn in occitano) è oggi una frazione del comune di Valdieri, in provincia di Cuneo.
Fu comune autonomo fino al 1928, anno nel quale venne unito a Valdieri.

## Storia

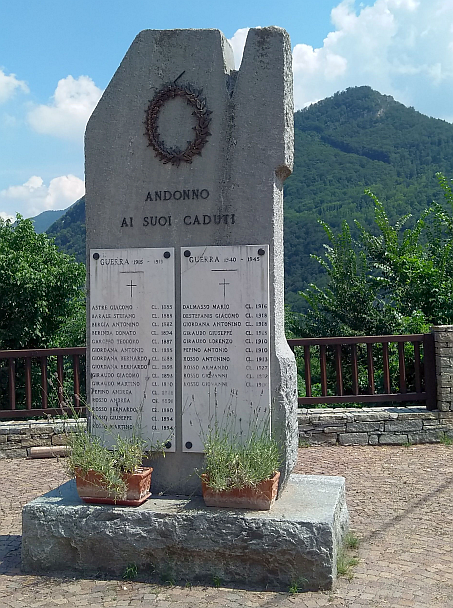
Monumento ai caduti

La frazione di Andonno si trova nella media Valle Gesso, in una conca naturale tra il monte Cross e la cima del Saben.
Un tempo Comune autonomo, per Regio Decreto del 13 novembre 1928 venne aggregato al Comune di Valdieri.
Il paese è dominato da un'antica torre di avvistamento, detta Castlas (sulla sua origine non si hanno molte certezze anche se viene data nel XIII sec., anche se il metodo di costruzione può far pensare ad un'origine romana); nel centro storico si affacciano la chiesa parrocchiale dedicata a Sant'Eusebio (XIII sec.) e la bella Confraternita di Santa Croce (XVIII sec.).  Da non mancare la piccola Cappella della Madonna delle Grazie o Madonna del Gerbetto (XIII. sec.) dove si può ammirare un affresco del 1500 di delicata ed abile fattura, conservato in buono stato, che raffigura la Madonna, Gesù, il Bue e l'asinello, e nascosto alla vista, al di sopra della volta nel sottotetto, una rappresentazione di Dio che guarda la natività dall'alto, tra le nuvole.
Nel 1976, durante lavori di cava svolti sulla sommità del Monte Cros, venne scoperta una breccia ossifera risalente al Pleistocene Medio-Superiore, all'interno della quale sono stati rinvenuti resti ossei e dentari di numerosi mammiferi.
Nei pressi dei cosiddetti "stretti di Andonno" è stata rinvenuta una lapide risalente al periodo romano, la quale riporta un'invocazione agli dei a protezione dei viandanti.
Il paese fu un possedimento dei benedettini, e i suoi terreni furono ceduti agli abitanti in enfiteusi a fronte del pagamento di un canone. Il comune di Andonno faceva parte del Mandamento di Valdieri. Tradizionalmente i suoi abitanti, oltre che all'agricoltura e alla pastorizia, si dedicavano alla tessitura.

### Toponimo
Il nome Andonno deriverebbe dall'espressione latina An donum, cioè altro luogo

## Geografia fisica
Il borgo di Andonno è ubicato accanto al torrente Gesso, in sinistra idrografica, in una conca naturale tra il monte Cross e la cima del Saben. Il centro dell'abitato si trova a 733 metri sul livello del mare.

## Edifici e luoghi di interesse

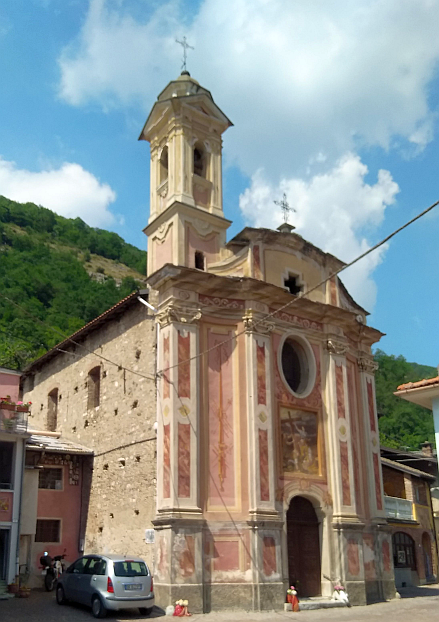
Chiesa della Confraternita di Santa Croce

- Museo etnografico, allestito su due piani è dedicato alla storia del paese e alla sua cultura materiale. È intitolato a Giuseppe Giraudo.[9]
- Chiesa parrocchiale di Sant'Eusebio, (la forma in cui appare oggi è risalente al XV secolo.)[7]
- Confraternita di Santa Croce
- Nei pressi del paese si trova un importante sito di arrampicata, dove è stato aperto il primo 8c+ d'Italia.[10]